# PYCARD
PYCARD‏ (PYD and CARD domain containing) هوَ بروتين يُشَفر بواسطة جين PYCARD في الإنسان.